# Carlo Ripari
Carlo Ripari (Civitanova Marche, 29 novembre 1942) è un allenatore di calcio ed ex calciatore italiano, di ruolo terzino destro.

## Carriera

### Giocatore
Cresciuto nella squadra della sua città, la Civitanovese, con cui disputa da titolare il campionato di Serie C 1961-1962, dopo un anno a farsi le ossa in prestito all'Elpidiense, in serie D, viene prelevato dal Pisa con cui è protagonista delle due promozioni dalla C alla Serie A. Nell'estate 1968 non resta in Toscana per disputare il primo campionato di massima serie dei nerazzurri, ma si trasferisce ad un'altra neopromossa, l'Hellas Verona.
Coi veneti, dopo un primo periodo fuori dalla squadra titolare, esordisce in massima serie il 9 febbraio 1969 in occasione della sconfitta esterna contro il Milan, per poi disputare complessivamente 32 incontri in due stagioni concluse dagli scaligeri con la salvezza.
Nel 1970 viene acquistato dal Napoli dove, partito come riserva di Luciano Monticolo, riesce ad imporsi come titolare, disputando 21 incontri nella stagione 1970-1971. L'annata successiva le presenze salgono a 25, con l'aggiunta della realizzazione di quella che sarà la sua unica rete in A, in occasione della sconfitta esterna con la Fiorentina. Nel corso del calciomercato il Napoli punta, nel ruolo di terzino destro sul giovane Giuseppe Bruscolotti, prelevato dal Sorrento, e cede Ripari al Lanerossi Vicenza in prestito.
A Vicenza scende in campo in 10 occasioni, ed a fine stagioni fa ritorno a Napoli, dove collezionerà 9 presenze nell'annata 1973-1974 che vede i partenopei chiudere al terzo posto finale, per poi abbandonare il calcio ad alto livello.
In carriera ha totalizzato complessivamente 97 presenze ed una rete in Serie A e 106 presenze ed una rete in Serie B.

### Allenatore
Cessata l'attività agonistica ha intrapreso quella di allenatore, da secondo in serie A e B (prima a Pescara, poi con mister Agroppi a Perugia e ancora con mister Vinicio a Pisa e infine a Udine). Quindi ha conseguito il corso da allenatore di prima categoria e ha deciso di iniziare l'avventura in solitaria con il Bisceglie, raggiungendo al massimo la Serie C2 con Vis Pesaro, Frosinone e Maceratese.
Ha allenato la Primavera del Padova, in cui militavano i giovani Alessandro Del Piero, Filippo Maniero e Adriano Zancopè. Alla guida della Fermana, in cui giocavano Fabio Brini, Mauro Meluso e Stefano Colantuono, vinse il Campionato Nazionale Dilettanti nel 1993-1994, sebbene la promozione in C2 arrivò per il ripescaggio il 1º agosto (sul campo la Fermana era arrivata seconda, sorpassata dalla Vis Pesaro 8 minuti prima della fine dell'ultima giornata di campionato, dopo essere stata in testa tutta la stagione).
Nel 1988 e 1990 è al Bisceglie, nel 1992 al Suzzara e  nel 1997 è al Frosinone 
Dopo essere stato osservatore del Milan dal 1998 al 2000, attualmente collabora con Giorgio Veneri come selezionatore nello staff della Nazionale Under-21, Under-20 e Under-19 di Lega Pro.
Nel 2015 e 2016 è responsabile delle giovanili della Civitanovese

## Palmarès

### Giocatore
- Campionato italiano Serie D: 1

Civitanovese: 1960-1961 (girone E)
- Campionato italiano Serie C: 1

Pisa: 1964-1965 (girone B)